# Richard Davis
Richard Davis (Chicago, 15 aprile 1930 – Madison, 6 settembre 2023) è stato un contrabbassista statunitense.
Musicista jazz, ha collaborato, tra gli altri, con Eric Dolphy nell'album Out to Lunch! e con Van Morrison in Astral Weeks. Ha lavorato poi con George Benson, Paul Simon, Bruce Springsteen, Don Henley, Carly Simon.